# ستسوجی ساتو
ستسوجی ساتو (انگلیسی: Setsuji Satō؛ زادهٔ ۶ دسامبر ۱۹۷۴) بازیگر، و صداپیشگی در ژاپن اهل ژاپن است.